# Diels-Alder-Diketal
Das Diels-Alder-Diketal oder 4′,7′-Dibromdispiro[1,3-dioxolan-2,10′-tricyclo[5.2.1.02,6]deca[4,8]dien-3′,2′′-[1,3]dioxolan] nach der IUPAC-Kommission, ist eine chemische Verbindung, welche als Zwischenstufe bei der Synthese des Cubans anfällt.

## Synthese

Reaktionsschema der Diels-Alder-Reaktion

Das Diels-Alder-Diketal kann durch eine Diels-Alder-Reaktion von 2,2,5-Tribromcyclopentanonethylenketal mit Natriumhydroxid in Methanol hergestellt werden. Nach längerem Kochen unter Rückfluss kann das Produkt durch Zugabe zu einer eiskalten Lösung Wasser ausgefällt werden. Zur Aufreinigung wird das Produkt mit eiskaltem Wasser und Methanol gewaschen.
Oftmals wird die Verbindung in einer Ein-Topf-Reaktion direkt aus dem dreifach bromierten Ketal hergestellt, indem zur Lösung mit dem Rohprodukt eine ausreichend konzentrierte, methanolische Natriumhydroxidlösung hinzugegeben wird. Die Aufreinigung erfolgt auf selbem Wege.